# ローマの慈愛 (マンフレディ)
『ローマの慈愛』（ローマのじあい、伊: Carità romana、英: Roman Charity）は、17世紀イタリア・バロック期の画家バルトロメオ・マンフレディが1620年ごろにキャンバス上に油彩で制作した絵画である。古代ローマの1世紀の著述家で歴史家のウァレリウス・マクシムスの『記憶すべき行為と言葉 (著名言行録)』 (第5部4章) にある「ローマの慈愛」の物語を主題としている。作品は、フィレンツェのウフィツィ美術館に所蔵されている。

## 作品
マンフレディに帰属されるこの主題の絵画が言及されている記録文書は3つ存在する。最初の文書は1635年のもので、トリノのサヴォイア家が所有していた作品について記しているが、その作品は現在ウフィツィ美術館にある本作とはサイズが一致しない。やはり1635年の2番目の文書も類似した作品について言及しているが、それは現在バッキンガム公爵のコレクションにある作品であり、おそらく本来サヴォィア公のコレクションにあった作品と同じものである。実際、1625年の書簡によると、サヴォィア家は所蔵する絵画のうちの何点かをバッキンガム公爵に贈る意思があったようで、その中には『ローマの慈愛』もあった。この主題の絵画に関する3番目の記録は1692年のもので、その作品はアムステルダムのアブラハム・ペロノー (Abraham Peronneau) のコレクションにあったものである。
現在ウフィツィ美術館にある本作は、委嘱や来歴を特定する詳細な情報を欠いている。美術館に入る前、作品はイギリスの骨董品競売でミラノの個人コレクションに取得されたものであった。作品は、1993年のウフィツィ美術館で起きたテロ事件でマンフレディの『奏楽者たち』と『合奏』の絵画が損傷された後に「償い」として美術館に寄贈されたものである。
ウァレリウス・マクシムスの『記憶すべき行為と言葉 (著名言行録)』中のキモンというローマ人の物語によると、キモンは罪を犯したため元老院により餓死の刑を宣告され、投獄される。看守に見つからずにキモンに食べ物を与えることは不可能だったので、乳児がいたキモンの娘ペロは自身の乳をキモンに与え、救おうとした。この主題は17世紀に流行することとなったが、それは1607年ごろにカラヴァッジョがナポリのピオ・モンテ・デッラ・ミゼリコルディア聖堂のために『慈悲の七つの行い』で成功を収めたからであった。カラヴァッジョの絵画では、空腹の者に食べ物を与える慈悲を表すためにキモンとペロの物語が採りあげられている。ナポリに滞在したマンフレディはカラヴァッジョの作品を見、自身の作品に適用することが可能であった。本作には、ペロが横を向いている姿などのカラヴァッジョの作品との類似点が見られる。一方、ピラミッド型の構図やキモンの身体像はより古典的な図案を示しており、グイド・レーニやドメニキーノの作品を想起させる。

## ギャラリー

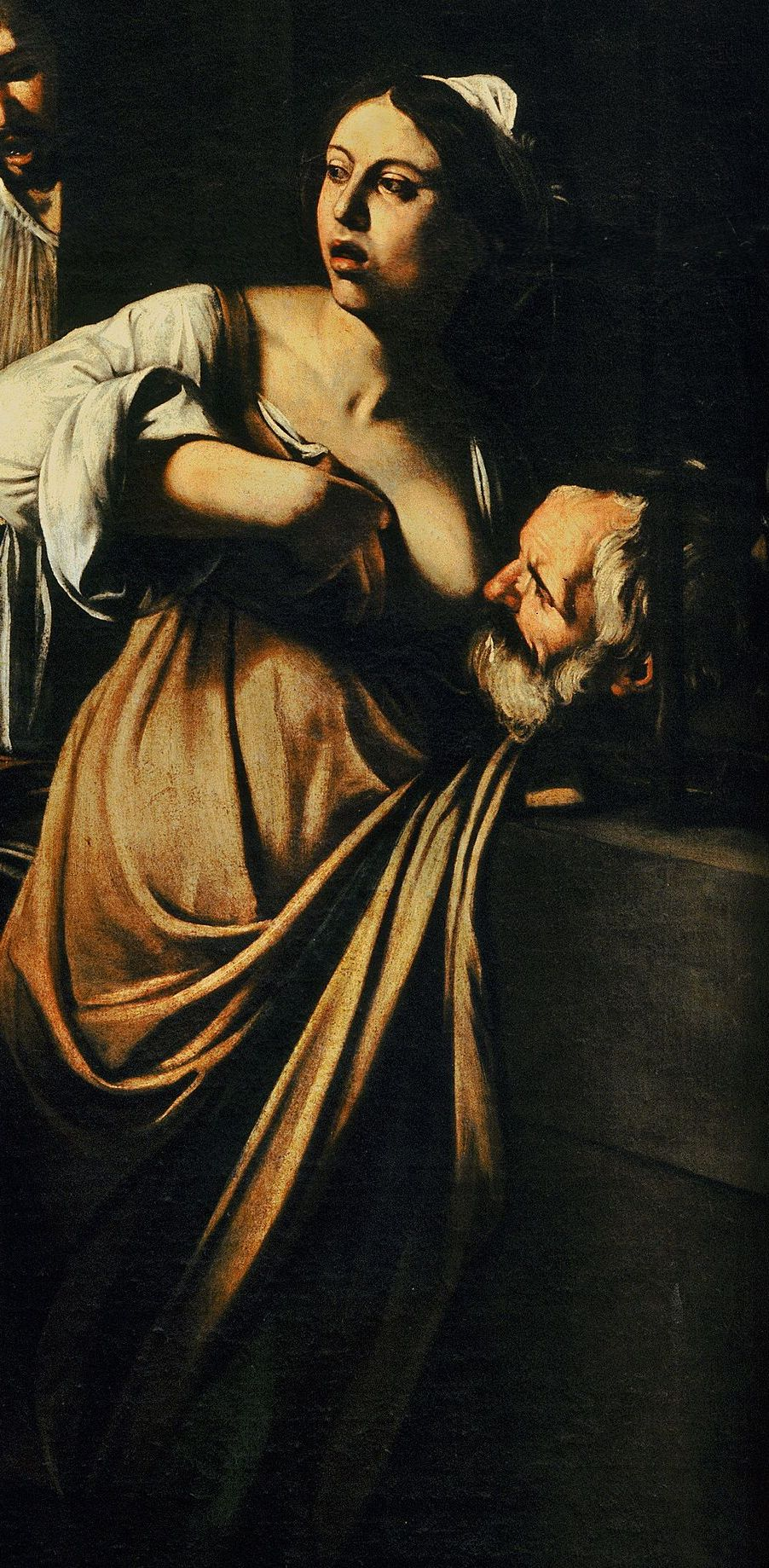
カラヴァッジョ『慈悲の七つの行い』(部分)、ピオ・モンテ・デッラ・ミゼリコルディア聖堂（英語版）、ナポリ
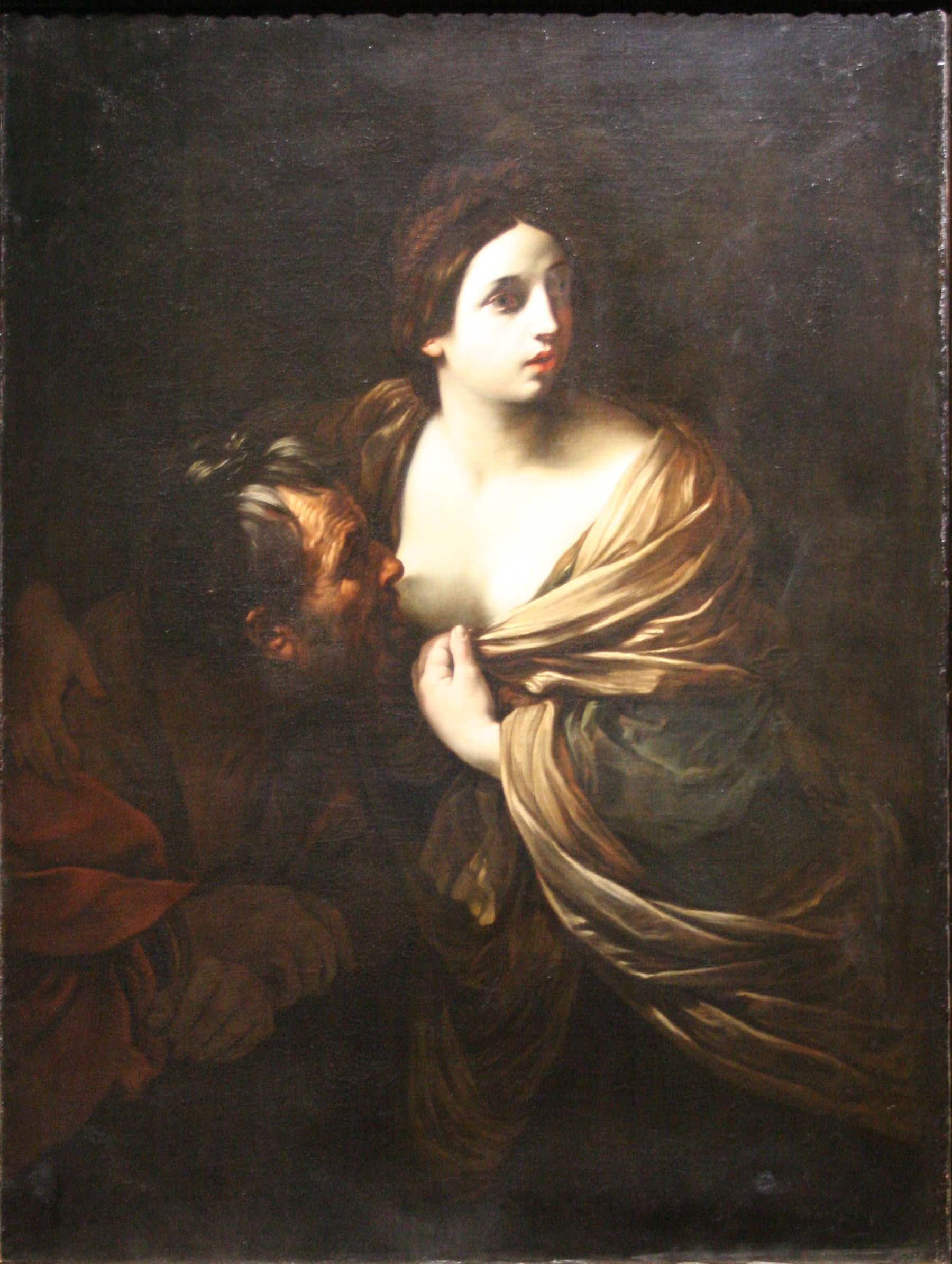
グイド・レーニ『ローマの慈愛』、マルセイユ美術館
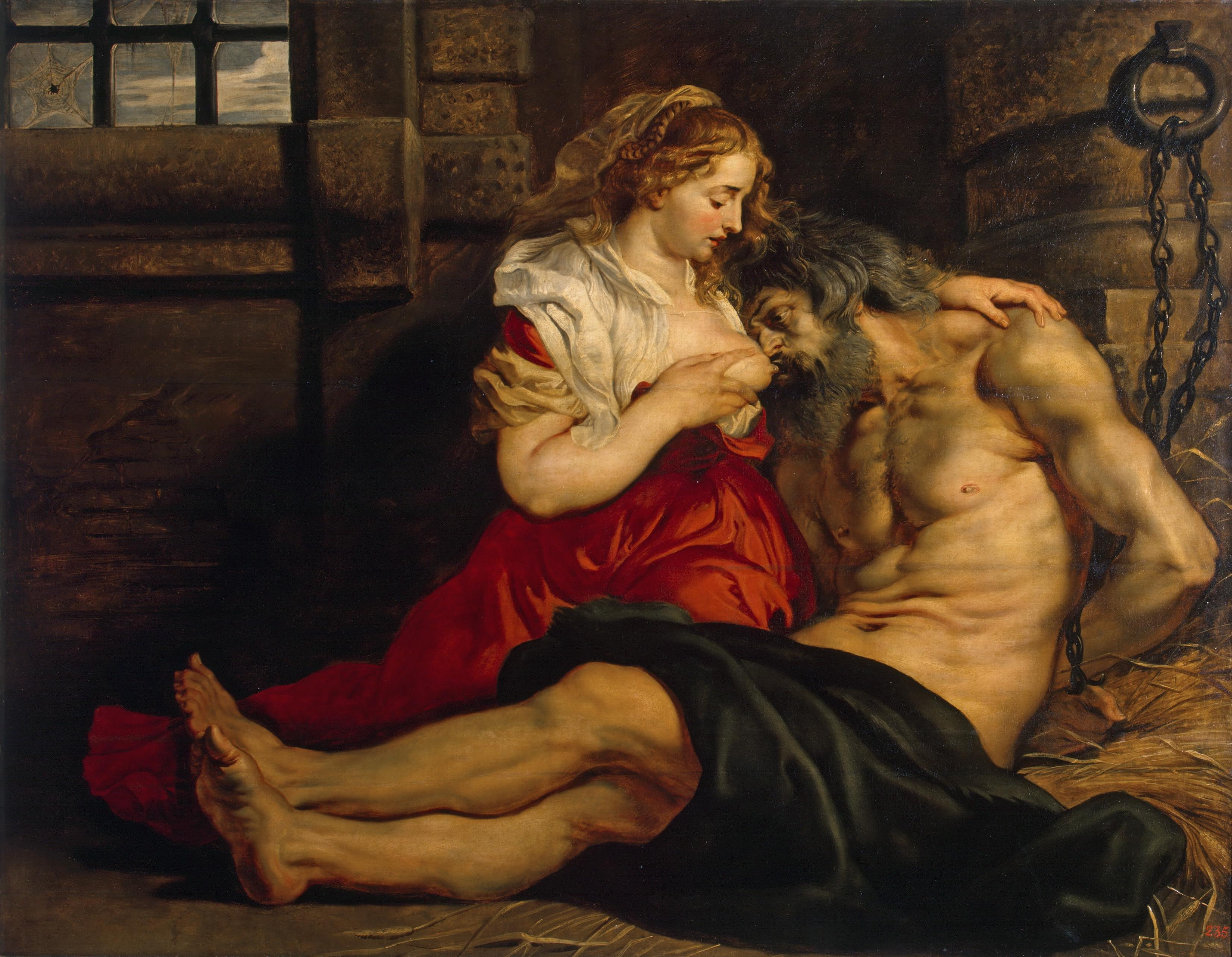
ルーベンス『ローマの慈愛』、エルミタージュ美術館、サンクトペテルブルク